# جاذب‌قلیاء (گیاه‌شناسی)
گیاه قلیاپسند، قلیادوست یا جاذب‌قلیاء (به انگلیسی: Calcicole)، گیاهی است که در خاک غنی از آهک رشد می‌کند. این کلمه از لاتین «ساکن شدن روی گچ» گرفته شده است. در شرایط اسیدی، آلومینیوم محلول‌تر و فسفات کمتر می‌شود. در نتیجه، گیاه قلیاپسند رشدیافته در خاک‌های اسیدی اغلب علائم سمیت آلومینیوم یعنی بافت‌مردگی و کمبود فسفات یعنی آنتوسیانوز (قرمز شدن برگ‌ها) و توقف رشد را نشان می‌دهد.
گیاهی که در خاک‌های اسیدی رشد می‌کند به عنوان دافع‌قلیاء شناخته می‌شود.
گیاهی که روی شن و ماسه شکوفا می‌شود (که ممکن است اسیدی یا قلیایی باشد) ساموفیلیک (psammophilic) یا آرِنِیشِز (areneaceous) نامیده می‌شود (سنگ‌ماسه را نیز ببینید).

## نمونه‌هایی از گیاهان قلیاپسند
- زبان گنجشک
- پیچ امین‌الدوله
- دم‌موشی قفائی
- یاس بنفش
- چغندر
- کلماتیس
- توت روباهی
- برخی ارکیده‌های اروپایی
- برخی گیاهان گوشتی مانند شمشیری و تایتانوپسیس (Titanopsis) و کاکتوس‌های پستانکی
- علف‌های قلیاپسند (Calcicolous grasses)